# 岩倉市立岩倉中学校
岩倉市立岩倉中学校（いわくらしりついわくらちゅうがっこう）は、愛知県岩倉市にある公立中学校である。

## 沿革
- 1947年（昭和22年） - 丹羽郡岩倉町立岩倉中学校として開校[1]。
- 1971年（昭和46年） - 岩倉町の市制施行に伴い現校名に改称[1]。

## 行事
- 4月：入学式
- 6月：修学旅行（東京方面）

※2011年度は例外で震災のため大阪、神戸へ変更され、月も10月に変更された。
- 7月：宿泊学習（知多郡美浜町方面）

※2018年度から福井県大野市に変更された。
- 9月：体育大会 全学年合同で4つのブロックに別れ、競技や応援合戦などを行う。競技は、リレー、ハンドボール投げ、走り高跳び、綱引きなどと生徒会種目。
- 11月：コスモス祭（文化祭）

- 12月：合唱コンクール

選曲は1学期末にし、2学期頭から練習を始め、力を入れた合唱コンクールで有名である。岩倉市総合体育文化センターで開催される。
- 3月：卒業式

## 耐震工事
2009年に耐震工事がなされ、県下最低レベルの耐震基準から改善された。
以前はニュースに取り上げられた事があるほど耐震レベルが低かった。
現在も毎学期避難訓練は行われている。

## 部活動
- 軟式野球部
- サッカー部
- ソフトボール部
- ソフトテニス部
- バスケットボール部
- 卓球部
- バレーボール部
- 柔道部
- 茶華道部
- 美術部
- ブラスバンド部

## 所在地
- 愛知県岩倉市西市町竹之宮24

## 交通アクセス
- 名鉄犬山線「岩倉駅」から徒歩約15分

## 著名な出身者
- 松田亘哲 - 元プロ野球選手[2]
- 落合玄太 - 騎手[3]